# 徐松南
徐松南（1956年6月—），男，汉族，安徽枞阳人，中华人民共和国政治人物。北京大学经济学院经济管理系干部专修科毕业，中共中央党校中共党史专业在职研究生学历。中国共产党第十八届中央委员会候补委员。

## 生平
1974年8月参加工作，在四川省绵竹县绵远公社当知青。1976年3月，在四川省东方汽轮机厂技工学校学习。1978年6月，任四川省东方汽轮机厂工人、技术员、团委书记，其间曾经在东汽厂职业大学学习。1979年6月加入中国共产党。1983年7月，任四川省德阳团市委副书记。1984年9月起，在北京大学经济学院经济管理系干部专修科学习。
1986年7月，任德阳市市中区副区长。1993年2月，任中共绵竹县委副书记、县长。1995年2月升任中共绵竹县委书记。1996年2月，升任德阳市委常委、组织部部长。1997年1月，任四川省委组织部副部长，同年11月升任德阳市委副书记、代理市长，1998年2月转正。
1998年12月，徐松南离开工作24年的四川，任湖北省荆州市委副书记、市长。2000年11月，任湖北省委组织部副部长。2001年7月，任湖北省委组织部副部长、老干部局局长。2000年3月到2003年1月，在中央党校研究生班中共党史专业学习。2004年7月，任鄂州市委书记，2005年3月起兼任鄂州市人大常委会主任。
2006年3月，50岁的徐松南任中共宁夏回族自治区党委常委、组织部部长，晋升副部级。2012年3月，任中共重庆市委常委、组织部部长，同年11月14日当选中国共产党第十八届中央委员会候补委员。2013年7月，任中共重庆市委常委、纪委书记。2016年12月，卸任市纪委书记。2017年1月，任重庆市政协党组书记。
2017年1月18日，徐松南在重庆市政协四届五次会议上当选为重庆市政协主席。2018年1月29日，换届卸任重庆市政协主席。